# Баранкеев, Василий Иванович
Василий Иванович Баранкеев (7 [19] августа 1850 — 17 [30] сентября 1902) — русский архитектор, автор ряда зданий в Петербурге и окрестностях.

## Биография
Родился 7 (19) августа 1850 года в семье дворян Санкт-Петербургской губернии. Первоначальное образование получил в Ларинской гимназии, но полного курса в ней не окончил. В 1866 году поступил на службу в контору петербургской Сенатской типографии. С 1878 года — вольнослушатель Академии художеств. В 1884 году окончил Академию со званием неклассного художника архитектуры 3-й степени с малой серебряной медалью за «проект Биржи» и в 1885 году получил большую серебряную медаль за «проект конюшенного двора при существующем великокняжеском дворце в столице», а в 1888 году за «проект театрального училища» получил звание классного художника архитектуры 2-й степени с правом на чин 12 класса. С 1885 года началась самостоятельная практическая деятельность в Петербурге и окрестностях.
С 1895 года служил штатным архитектором Финляндской епархии. В 1897 получил чин коллежского асессора. Гласный Городской думы.
Награждён орденами Св. Станислава 3-й степени, Св. Анны 3-й степени, серебряной медалью в память царствования императора Александра III.
Был женат на дочери потомственного почётного гражданина Одльге Петровне Петровой. У них родились: Мария (08.03.1893—?), Николай (24.10.1894—?).
Скончался 17 (30) сентября 1902 года, похоронен на Смоленском кладбище в Санкт-Петербурге вместе с родителями Иваном Васильевичем (1817—1888) и Евдокией Ивановной (1833—1908).

## Проекты и постройки
- Комплекс зданий завода В. Е. Петрова для обжигания угля. Смоленская улица, 18—20 (1885);
- Производственные сооружения водочного завода В. Е. Петрова. Звенигородская улица, 4 (1887—1892);
- Здание больницы при Николаевском доме призрения престарелых и увечных граждан. Расстанная улица, 20 / Тамбовская улица, 82, угловая часть (1890—1891);
- Дом Общества вспоможения бедным. Можайская улица, 8 (1896);
- Доходный дом. 4-я Советская улица, 22—24, левая часть (1896—1897; надстроен);
- Перестройка главного здания водочного завода В. Е. Петрова доходный дом. Звенигородская улица, 4 (1899);
- Особняк Г. П. Петрова. Рузовская улица, 21 (1899—1900);
- Доходный дом А. И. Ванюковой. Ждановская набережная, 1 (1896—1900);
- Доходный дом (перестройка). Курляндская улица, 12 (1899—1901);
- Церковь святого Василия Великого и Успения Божией Матери. Среднеохтинский проспект, 21 / Панфилова улица, 22 (1902);
- Церковь Воскресения Христова в Валаамском монастыре (1901—1906)[8].

## Семья
Был женат на Ольге Петровне Петровой, дочери потомственного почётного гражданина, у супругов было четверо детей. Баранкеев был семейным архитектором у династии Петровых, основатель которой, Василий Егорович, был купцом первой гильдии, владел водочными заводами, держал питейные дома, магазины и оптовые склады.